# Callicebus hoffmannsi
Callicebus hoffmannsi là một loài động vật có vú trong họ Pitheciidae, bộ Linh trưởng. Loài này được Thomas mô tả năm 1908.
Đây là loài đặc hữu của Brasil.